# IC 1395
IC 1395 ist eine kompakte Galaxie vom Hubble-Typ C im Sternbild Pegasus am Nordsternhimmel. Sie ist schätzungsweise 357 Millionen Lichtjahre von der Milchstraße entfernt.
Das Objekt wurde am 6. November 1891 von Stéphane Javelle entdeckt.